# Suzanne Somers
Suzanne Somers, geboren als Suzanne Marie Mahoney (San Bruno (Californië), 16 oktober 1946 – Palm Springs (Californië), 15 oktober 2023) was een Amerikaanse actrice en auteur.

## Levensloop en carrière
In de jaren 60 en jaren 70 had Somers vooral kleine acteerrollen zoals een topless vrouw in Magnum Force en in 1977 in aflevering 11 van het 5e seizoen ("The Cheshire project") een gastrol in de De Man van Zes Miljoen. Tevens kreeg ze in 1977 een hoofdrol in de televisieserie Three's Company. In 1982 verliet ze de serie. In 1980 en 1984 stond ze naakt in Playboy. In 1991 kreeg ze een hoofdrol aangeboden in de serie Step by Step waar ze samen met de andere hoofdrolspeler, Patrick Duffy, de moeder speelde van een samengesteld gezin. Ze speelde ook in een aantal films zoals in Serial Mom. Na Step by Step was ze vooral bezig met theater en als schrijfster van medische zelfhulpboeken.
Somers overleed op 76-jarige leeftijd aan de gevolgen van borstkanker.
- Bibsys: 8068801
- Biblioteca Nacional de España: XX1122625
- Bibliothèque nationale de France: cb140340020 (data)
- CiNii: DA10619432
- Gemeinsame Normdatei: 1282917684
- International Standard Name Identifier: 0000 0001 1507 1686
- Library of Congress Control Number: n86109378
- Nationale Bibliotheek van Letland: 000229502
- MusicBrainz: 3d8b42ab-b2cc-445f-bc40-aecb16d13499
- Bibliotheek van het Japanse parlement: 00657883
- Nationale Bibliotheek van Tsjechië: ola364015
- Nationale Bibliotheek van Israël: 987007297873005171
- Nationale Bibliotheek van Polen: a0000003199564
- Nederlandse Thesaurus van Auteursnamen: 377565245
- Istituto Centrale per il Catalogo Unico: SBLV089516
- Virtual International Authority File: 85069138
- WorldCat: E39PBJyGQKHJkcGV78r8TWyrv3